# Imperial War Museum
Imperial War Museum (česky Imperiální válečné muzeum) se nachází v londýnském obvodu Lambeth zaměřené na vojenskou historii. Jeho sbírky obsahují vojenská vozidla, zbraně, knihovnu, fotografický archív a umělecká díla vztahující se k válečným konfliktům 20. století, speciálně těch, kterých se účastnila Velká Británie. Budova na Lambeth Road je centrálou několika poboček. Muzeum je částečně subvencováno vládou ale je závislé i na soukromých příspěvcích.

## Sbírky muzea
Obsahem sbírek muzea nejsou výhradně jen britské exponáty, ale obsahují i předměty z Francie, USA, Německa, Itálie a Ruska. Jeho rozsáhlé sbírky zahrnují více než 15 000 obrazů, kreseb a soch a více než 30 000 plakátů. Podle informací muzea jsou v jeho sbírkách „předměty od letadel, obrněných bojových vozidel a plavidel až po uniformy, nášivky označující příslušnost k druhu zbraně, osobní výstroj, medaile, dokumenty, knihovna s více než 155 000 svazky; 40 milionů metrů filmu a více než 6 500 hodin videa; více než 6 milionů fotografií a negativů“. Před vchodem do muzea jsou umístěna dvě děla z křižníků Royal Navy.

## Historie
Imperial War Museum původně sídlilo v Crystal Palace na Sydenham Hill. Bylo založeno roku 1917 pro připomínku padlých v první světové válce (která ještě v době založení muzea probíhala). Poté, co byla 30. listopadu 1936 budova muzea zničena požárem, bylo pro ně nalezeno nové místo. Budova, v níž v současnosti sídlí centrála muzea, byla původně psychiatrickou nemocnicí – Bethlem Royal Hospital. Od roku 1939 muzeum shromažďovalo i předměty vztahující se k druhé světové válce a od roku 1953 byly do sbírek zařazovány exponáty ze všech válečných konfliktů, v nichž se Velká Británie angažovala. Po skončení druhé světové války věnovala muzeu více než 3000 uměleckých děl War Artists' Advisory Committee, Poradní výbor pro válečné umění, což byla britská vládní agentura založená v rámci Ministerstva informací s cílem sestavit komplexní umělecký a dokumentární dokument o dějinách Británie během války.

## Pobočky
Muzeum má ve Velké Británii několik poboček:
- Churchillovo muzeum a Cabinet War Rooms – bunkr v němž jednala britská vláda v době druhé světové války
- HMS Belfast – bitevní křižník zakotvený na Temži nedaleko od Tower Bridge
- Imperial War Museum Duxford – letecké muzeum
- Imperial War Museum North – nová pobočka založená roku 2002 pro lepší přístup k exponátům pro obyvatele severní části země